# Just z Tęgoborzy

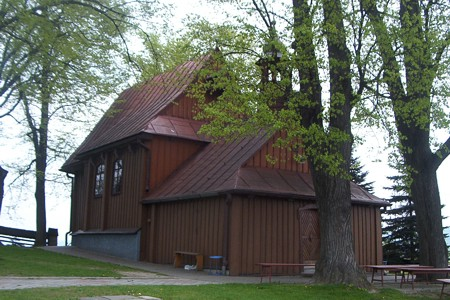
Kościół Narodzenia Najświętszej Maryi Panny na Juście w Tęgoborzy - miejsce kultu świętego Justa

Just z Tęgoborzy, również Just-Jodok (zm. ok. 1009) – pustelnik osiadły w okolicach Tęgoborzy koło Nowego Sącza, uczeń świętego Andrzeja Świerada, święty Kościoła katolickiego.

## Żywot świętego
Just-Jodok żył na przełomie X i XI wieku w pustelni, na jednym ze wzgórz w okolicach Tęgoborza, które już przed 1347 nazwano jego imieniem. Do dzisiaj przełęcz pod tym wzgórzem nosi nazwę Przełęczy świętego Justa. Od 1400 czczony był również przez „Ojców Marków” (krakowskich kanoników regularnych od pokuty z klasztoru św. Marka), w ówczesnym klasztorze na Wzgórzu św. Justa, zniszczonym przez dziedzica Tęgoborzy w 1611.
Według tradycji zapisanej w 1609 przez Marcina Barańskiego, przejętej od zakonników znających lokalne opowieści i zapisy, Just był uczniem św. Andrzeja Świerada. Obu wymieniono w krakowskiej Litanii do Wszystkich Świętych  w 1427. Tego samego roku powstał Brewiarz krakowski ze wspomnieniem św. Świerada w kalendarzu świętych pod datą 17 lipca.
Żył i zmarł w swojej pustelni, w obecności innych świętych pustelników: św. Świerada i św. Benedykta, w 1009. Tam został również pochowany.

## Kult
W miejscu, gdzie według tradycji znajdowała się pustelnia świętego Justa - na przełęczy jego imienia stoi drewniany kościół pod wezwaniem Narodzenia Najświętszej Panny Marii wybudowany w II połowie XVII wieku. W ołtarzu głównym tej świątyni znajduje się, kopia obrazu Matki Boskiej Częstochowskiej, zaś w zwieńczeniu obraz świętego Justa, pustelnika. Kult świętego Justa ma charakter lokalny i ogranicza się głównie do diecezji tarnowskiej. Imię świętego Justa nosi 25. grupa Pieszej Pielgrzymki Tarnowskiej obejmująca dekanat Ujanowice i parafie w Tęgoborzy, Tabaszowej i Trzetrzewinie.